# Römerlager Hermeskeil
Das Römerlager Hermeskeil war ein über 26 Hektar großes römisches Militärlager östlich der heutigen Stadt Hermeskeil (Landkreis Trier-Saarburg), das in der Endphase des Gallischen Kriegs (zwischen 53 und 50 v. Chr.) errichtet wurde. Es handelt sich um eines der ältesten bekannten römischen Militärlager in Deutschland und ist eines von dreien (eines in Hermeskeil und zwei weitere bei Limburg) aus der Zeit Gaius Iulius Caesars. Die konkrete Datierung ist umstritten. Nach Gustav Adolf Lehmann und Rainer Wiegels wurde das Lager im Jahre 50 v. Chr. angelegt, um damit den siegreichen Abschluss des Gallischen Krieges zu feiern. Sabine Hornung bringt das Lager mit einem Feldzug im Jahr 53 v. Chr. in Zusammenhang.
Das Hauptlager mit etwa 19,5 Hektar Größe hatte eine fast quadratische Form und war umgeben von einem Spitzgraben und Erdwall, von dem in einem Waldstück noch Teile übrig sind. Nordwestlich schloss sich an das Hauptlager ein Annex von 11,2 Hektar an, in dem vermutlich Hilfstruppen des römischen Heeres untergebracht waren und in dem sich darüber hinaus auch eine natürliche Quelle befand, welche die Wasserversorgung der Anlage sicherte. Um die Wasserversorgung zu gewährleisten, hatte man das Lager zudem an einer Stelle um rund acht Hektar bis zu einer natürlichen Quelle erweitert. Die Anlage bot zwischenzeitig wohl über 10.000 Soldaten Platz.
Die ersten wissenschaftlichen Arbeiten von Forschern des Instituts für Vor- und Frühgeschichte der Universität Mainz begannen im März 2010, als sich der Verdacht auf ein altes Militärlager der Römer durch archäologische Prospektionen in der näheren Umgebung bestätigt hatte.
Die Anlage liegt nur wenige Kilometer entfernt von einer spätkeltischen Siedlung im Ringwall von Otzenhausen, die einst die in der Gegend ansässigen Treverer bewohnten.